# وینا وودز
وینا وودز (به لاتین: Vienna Woods) یک منطقهٔ مسکونی و جنگل در اتریش است که در نیدراسترایش واقع شده‌است. وینا وودز ۸۹۳ متر بالاتر از سطح دریا واقع شده‌است.